# Alan Bloor
Alan Bloor (Stoke-on-Trent, 16 marzo 1943) è un ex calciatore inglese, di ruolo centrocampista.

## Carriera
Centrocampista centrale, Bloor si forma Stoke City, passando alla prima squadra nel 1961. Con i Potters ottiene la promozione nella massima serie inglese grazie alla vittoria della Second Division 1962-1963. Militerà nella massima serie inglese dal 1962 alla stagione 1976-1977, conclusasi con la retrocessione dello Stoke in cadetteria. Con i biancorossi ha vinto la Football League Cup 1971-1972, battendo in finale il Chelsea. Grazie al quinto posto ottenuto nella stagione 1973-1974 poté giocare nella Coppa UEFA 1974-1975 da cui fu eliminato con i suoi ai trentaduesimi di finale dagli olandesi dell'Ajax.
Risulta, con 484 presenze in tutte le competizioni ufficiali ed escludendo le competizioni belliche, il quinto giocatore più presente con la maglia dei Potters.
Nell'estate 1967 con lo Stoke City disputò il campionato statunitense organizzato dalla United Soccer Association: accadde infatti che tale campionato fu disputato da formazioni europee e sudamericane per conto delle franchigie ufficialmente iscritte al campionato, che per ragioni di tempo non avevano potuto allestire le proprie squadre. Lo Stoke City rappresentò i Cleveland Stokers, e chiuse al secondo posto nella Eastern Division, non qualificandosi per la finale del torneo.
Nel 1977 lascia lo Stoke e l'anno dopo viene ingaggiato dal Port Vale, ottenendo in sedicesimo posto nella Fourth Division 1978-1979.
Nel 1979 diviene l'allenatore del Port Vale, lasciando però l'incarico nel dicembre dello stesso anno e venendo sostituito da Bill Bentley (già suo compagno di squadra allo Stoke City, Cleveland Stokers e Port Vale).

## Palmarès
- Second Division: 1

Stoke City: 1962-1963
- Coppa di Lega inglese: 1

Stoke City: 1971-1972